# وسام قورميت
وسام قورميت (الكازاخستاني) أو وسام الشرف وهي رتبة تمنحها حكومة كازاخستان منذ عام 1993. وهي تمنح لمواطني كازاخستان الذين أظهروا الجدارة في مجالات الاقتصاد، العلوم، الثقافة والقضايا الاجتماعية والتعليم. و الوسام ليس به درجات أو طبقات.

## المستلمون
فيما يلي قائمة جزئية لمتلقي الجائزة.
السياسة والإدارة
- مولين أشيمبايف، نائب رئيس إدارة رئيس جمهورية كازاخستان.[2]

- سيريك بايماغانبيتوف، وزير الداخلية.[3]

- تالغات دوناكوف، نائب رئيس إدارة رئيس جمهورية كازاخستان.[2]
- باكتيكوزا ازمخامبتوف، حاكم مقاطعة كازاخستان الغربية.
- كوساينوف، وزير النقل والاتصالات في جمهورية كازاخستان.[4]

- مختار قول-محمد وزيرا للثقافة والاعلام.
- كنات ساداباييف، السفير الأمريكي لدى الولايات المتحدة.
- مارات تاجين، وزير الخارجية.[3]
- نورلان بالجيمباييف، وزير الدفاع.[5]

الأعمال والاقتصاد
- أركين أريستانوف، رئيس المركز المالي الإقليمي لمدينة ألماتي.[6]
- كانات بوزومباييف، رئيس شركة تشغيل الكهرباء الكازاخستانية (KEG)[7]

- كنزبيك إبراشيف ، نائب رئيس شركة جاز كازمناي الوطنية.[8]

- مكسات إيدنوف ، النائب الأول لرئيس شركة النفط والغاز الوطنية كازمناي [9]

- ديفيد جيه أورايلي، الرئيس التنفيذي لشركة شيفرون.[10]
- الكسندر بوياريل، المدير العام لكازفوسفات.[11]

- ساكن سيفولين، رئيس مجلس إدارة شركة تحالف سيمار للتأمين ش.م. والرئيس التنفيذي السابق لشركة فود ماستر.[12]

- فياتشيسلاف كيم، خبير اقتصادي وممول كازاخستاني، ومؤسس مشارك لموقع Kaspi.kz

العلوم والتكنولوجيا
- تالابكالي لزمامبتوف، مدير كلية الطب الجمهوري.[13]

- جلناز أخميتوفا، نائب رئيس مجلس المناهج الأكاديمية في وزارة التعليم والعلوم.[14]

الثقافة والفنون
في حفل أقيم في ألماتي، قام نائب وزير الثقافة والإعلام في كازاخستان، عسكر بوريباييف، بتسليم الجوائز للعاملين في مجال الثقافة والفن في كازاخستان.
- دوكيش بيمبيتوف (راديو وتلفزيون).
- دينموخيت أخيموف (ممثل).
- قضيبرج سلطانبف (ممثل).
- كومان تاستانبيكوف (ممثل).
- مريرت أتكيشفا (ممثل).
- قاسم زهاكيباييف (ممثل).
- بخيت زانغاليفا (ممثل).
- سماغول يلوباي (كاتب).
- زاور آيتاييفا (مهندس معماري) في حفل مخصص لمعرض أستانا.